# Anglický hřbitov (Malaga)
Anglický hřbitov v Málaze (angl. The English Cemetery in Málaga, špan. Cementerio Inglés de Málaga, zvaný také Anglikánský hřbitov nebo Hřbitov sv. Jiří) je nejstarším protestantským hřbitovem ve Španělsku. Nachází se v přístavním městě Malaga v Andalusii u ulice Avenida de Príes. Rozkládá se na ploše více než 8000 m² a je na něm přes tisíc hrobů.
Hřbitov byl založen z iniciativy britského konzula Williama Marka. Sloužil k pohřbům protestantů, kromě Britů zejména Němců a Skandinávců. Roku 1856 byla vystavěna novogotická hřbitovní brána s domkem (gatehouse). Roku 1891 byl dosavadní hřbitovní pavilón přestavěn na anglikánský kostel zasvěcený sv. Jiří.
Na hřbitově jsou mj. pohřbeni členové posádky korvety Gneisenau, kteří zahynuli u pobřeží Málagy roku 1900. K významným osobnostem, jejichž ostatky na hřbitově spočívají, patří spisovatel a hispanista Gerald Brenan, básník Jorge Guillén či spisovatel Aarne Haapakoski.